# Eriophorum tolmatchevii
Eriophorum tolmatchevii là loài thực vật có hoa trong họ Cói. Loài này được M.S.Novos. mô tả khoa học đầu tiên năm 1994.